# West Suffolk (District)
West Suffolk ist ein Distrikt (englisch district) in der Grafschaft Suffolk in England. Der Verwaltungssitz ist Bury St Edmunds.

## Geschichte
West Suffolk wurde aufgrund einer im Mai 2018 erlassenen Verordnung am 1. April 2019 gebildet und entstand aus dem Zusammenschluss der Distrikte Forest Heath und St Edmundsbury. Zu diesem Zeitpunkt hatte West Suffolk 179.248 Einwohner. Unter dem Namen West Suffolk bestand bereits zwischen 1888 und 1974 eine Verwaltungsgrafschaft, die allerdings ein größeres Gebiet umfasste.

## Politik
Beide Vorgänger hatten jeweils einen eigenen District Council mit insgesamt 72 Abgeordneten. Mit der ersten Wahl, die im Mai 2019 stattfand, wurde deren Zahl auf 55 reduziert. Leiter der Verwaltung ist Ian Gallin.
Auf dem Gebiet von West Suffolk bestehen 103 Gemeinden (Parishes). Von diesen haben die meisten einen eigenen Gemeinderat (Parish Council), teilweise gemeinsam mit Nachbargemeinden, in einigen kleineren finden stattdessen Einwohnerversammlungen statt. Brandon, Clare, Haverhill, Newmarket sowie der Verwaltungssitz Bury St Edmunds tragen den Titel einer Town, das dortige Gremium heißt entsprechend Town Council.